# Ultraviolence (альбом)
Ultraviolence (с англ. — «Ультранасилие») — третий студийный альбом американской певицы и автора песен Ланы Дель Рей, изданный 13 июня 2014 года на лейблах Interscope и Polydor. После выхода в 2012 году Born to Die Лана не планировала выпускать новую музыку. Однако к ноябрю 2013 года она собрала материал и приступила к записи новой пластинки, выступив также в роли продюсера. В декабре работа подошла к концу, после чего певица познакомилась с Дэном Ауэрбахом из The Black Keys. Они спонтанно решили изменить звучание альбома и перезаписать уже законченные композиции, чем и занимались до конца зимы 2014 года в Нашвилле. Таким образом Ауэрбах стал основным продюсером Ultraviolence, песни которого выдержаны в таких стилях, как дезерт-рок, психоделический рок и софт-рок, а также заимствуют элементы дрим-попа с Born to Die и джаз-фьюжна. В записи использовались в основном электрогитара, двенадцатиструнная гитара, ударные и меллотрон.
Ultraviolence отчасти концептуален и исследует в основном те же темы, что и его предшественник: насилие, любовь, юность, измена, деньги, секс и наркотики. Музыкальные критики тепло приняли пластинку и особо отметили вокал певицы и её композиторский талант, а также продакшн Ауэрбаха в стиле рока конца 1950—1960-х. Многие рецензенты обратили внимание на эволюцию музыкального стиля Дель Рей после Born to Die. Тексты Ultraviolence, как и его предшественника, вызвали активную полемику вокруг отношения певицы к феминизму. Её вновь обвинили в романтизации домашнего насилия и смерти. Наиболее часто предметом споров становилась заглавная песня, в частности строчка «Он ударил меня, и это было словно поцелуй», заимствованная из «He Hit Me (And It Felt Like a Kiss)» группы The Crystals. Тем не менее пластинка фигурировала во многих списках лучших альбомов года. Ultraviolence также признают лучшей работой певицы после Norman Fucking Rockwell! (2019).
Альбом добился значительного коммерческого успеха, возглавив чарты пятнадцати стран, включая Австралию, Канаду и Великобританию. Спустя неделю после релиза во всём мире было продано более 800 тысяч копий пластинки. Ultraviolence стал первой работой Дель Рей, возглавившей американский альбомный чарт Billboard 200. По итогам года диск занял четвёртое место в рейтинге самых продаваемых альбомов женщин-исполнительниц в США, уступив релизам Бейонсе, Тейлор Свифт и Барбары Стрейзанд. В дебютную неделю в США было продано более 182 000 экземпляров пластинки — это третий лучший результат среди женщин в 2014 году, Ultraviolence уступил лишь Свифт и Стрейзанд.
Продвижение альбома сопровождалось концертами, выходом видеоклипов и печатных интервью. Одно из них, с The Guardian, спровоцировало медиаскандал между изданием и исполнительницей. Кроме того, в поддержку пластинки выпустили четыре сингла. «West Coast» получил признание критиков и показал хорошие коммерческие результаты, достигнув 17 строчки в американском Billboard Hot 100. Второй сингл, «Shades of Cool», не добился подобных результатов, но был высоко оценён критиками. Заглавную песню и «Brooklyn Baby» выпустили как последние синглы из альбома в начале июня. В коммерческом плане обе добились умеренных результатов.

## Предыстория и запись
Предыдущий студийный альбом Дель Рей Born to Die вышел в конце января 2012 года. За две недели до этого певица выступила в SNL с «Video Games» и «Blue Jeans». Её раскритиковали за «воркующий, дребезжащий» голос и отсутствие как таковых движений на сцене. Она стала героем мемов, объектом насмешек в прессе и интернет-блогах, где выступление признали одним из худших в истории передачи. Провал на SNL отразился на критическом восприятии альбома. В Pitchfork его назвали «фальшивым оргазмом», и ряд критиков усомнился в аутентичности певицы. Однако полемика не помешала пластинке добиться коммерческого успеха; спустя пару лет диск разошёлся по миру тиражом более восьми миллионов копий. В июле 2012 года объявили о выпуске «райского издания» Born to Die — миньона Paradise: «Это не новый альбом, а, скорее, запоздалый ответ, который поставит точку в ранее сделанных мною заявлениях». При этом Лана не думала записывать следующий диск: «Я уже сказала всё, что хотела». На её решение также могла повлиять агрессивная критика после «злополучного» выступления: «Я сочиняла музыку в своё удовольствие. Но, судя по последним событиям, игра не стоила свеч». Однако в феврале 2013 года Лана сообщила, что готовит новый материал и вдохновляется пейзажами Санта-Моники. Она раскрыла название одной из песен — «Black Beauty». Певица записывалась со своим возлюбленным, фронтменом группы Kassidy Барри Джеймсом О’Ниллом и соавтором «Blue Jeans» Дэном Хитом. В июле жёсткий диск компьютера Дель Рей был взломан, и «сотни» треков, включая демо «Black Beauty», просочились в сеть. Происшествие отбило у певицы всякое желание продолжать работу.

Единственная опубликованная фотография Дель Рей и Ауэрбаха с нашвиллских сессий

В октябре Дель Рей выразила неуверенность относительно судьбы альбома: «Когда люди спрашивают меня о нём, я всегда отвечаю честно — я не знаю. Мне не хочется обнадёживать их словами „Конечно, моя новая пластинка куда круче предыдущей“, потому что я её не слышу. Моя муза очень ветрена, время от времени она посещает меня». Лана пробовала сочинять музыку в дороге, между концертами Paradise Tour, но «это было невыносимо». К ноябрю у неё накопилось немного материала: сначала рождались мелодии, а затем под них подбирались слова. Певица хотела поработать с итальянским композитором и продюсером Джорджо Мородером, сыграла ему 8 песен, но в итоге арендовала нью-йоркскую студию своего давнего друга Ли Фостера, Electric Lady, и самостоятельно продюсировала альбом. Ей помогали гитарист из концертной группы Блейк Стренетэн и сессионный ударник Максимилиан Вайссенфельдт. С первым они сделали «Pretty When You Cry» и демо «Cruel World». К созданию диска приложил руку Рик Ноуэлс, соавтор нескольких песен Born to Die. По прошествии пяти (или трёх) недель альбом был закончен и насчитывал 11—13 треков. В декабре Дель Рей пересеклась в стрип-клубе Riviera Gentleman в Куинсе с Дэном Ауэрбахом из The Black Keys, который тогда сводил Supernova Рэя Ламонтейна в Нью-Йорке; они «зависали вместе» и говорили о музыке. Ауэрбах понял, что у них с Ланой много общего, и пригласил её в свою студию Easy Eye в Нашвилле, Теннесси. Дель Рей подчёркивала: «Знакомство с ним оказалось своеобразным катализатором процесса. Я знала, что он хотел работать вместе, и вдруг решила всё переделать». В одном интервью Ауэрбах заметил, что они не были знакомы с творчеством друг друга до встречи в клубе, хотя в январе 2012 года The Black Keys негативно высказались о провале Дель Рей на SNL.
«Опыт работы с Ланой доказал мне, что вся критика в её адрес беспочвенна: её песни хороши, она — серьёзный и уверенный в себе музыкант. Она записала весь Ultraviolence вживую, с портативным микрофоном и группой из семи человек… Кто сейчас делает так же? Никто. За последние [десятилетия] не было ни одного записанного вживую поп-альбома, который возглавлял мировые чарты».
Через пять дней после ночи в клубе Дель Рей улетела в Нашвилл. Она остановилась в доме «Magnolia» гостиничного комплекса Rockhaven Cabin. Когда певица представила альбом Ауэрбаху, тот описал звучание как «классический рок». Перезапись пластинки растянулась на две недели (по другим данным — на шесть) вместо запланированных трёх дней: Лана пела в микрофон Shure SM58 в одной комнате с семью музыкантами из Бруклина. Хотя Ауэрбах в корне изменил звучание альбома, он отрицал значимость своего вклада: «Её демо были хороши, а тексты — сильны, <…> я не хотел что-нибудь испортить». Он старался привнести в звучание «что-то своё» и добавил «калифорнийское настроение». Временами у Дель Рей и Ауэрбаха возникали творческие разногласия. «У него своё мнение на всё, он достаточно вспыльчив и иногда категорически отказывался делать то, что я просила, но это лишь сблизило нас», — вспоминала певица. Ауэрбах отмечал напряжённую атмосферу сессий: Лана «хотела попробовать всё и сразу» и, к тому же, она совсем не знала музыкантов, с которыми записывалась — одного из барабанщиков она уволила на второй день работы. Дель Рей и Ауэрбах экспериментировали, встречались с разными творческими людьми и завершали вечера «сумасшедшими танцами» под готовый материал. Бывало, они звали в студию обычных прохожих или встреченных в местном магазине знакомых; среди них — актриса Джульетт Льюис и режиссёр Хармони Корин.
Interscope грозился не выпустить альбом. Они отказывались выделять бюджет на перезапись, «пока не услышат хоть какие-то результаты». Дель Рей и Ауэрбах отправили им несколько демо, после прослушки которых руководство лейбла пришло в ярость, в том числе и из-за качества сведения. Они устроили музыкантам встречу с продюсером Полом Эпуортом, известным по работе с Адель. Он пришёл в восторг от альбома и сказал, что не стал бы ничего менять, а представитель лейбла согласился с ним. К марту Ultraviolence был закончен. Запись проходила на следующих студиях: Easy Eye (Нашвилл, Теннесси), Electric Lady (Нью-Йорк), Echo Studios, The Green Building (Лос-Анджелес, Калифорния), The Bridge Recording (Глендейл, Калифорния) и The Church Studios (Лондон, Великобритания). Последующие недели Роберт Ортон сводил альбом в Hot Rocks Studios в Санта-Монике. Дель Рей присутствовала на каждом сеансе сведения. Она чётко понимала, какого результата хотела добиться. В период микширования Лана начала сочинять песни для следующей пластинки — Honeymoon.

## Оформление и название
На обложке Ultraviolence исполнительница изображена выходящей из машины со стороны водительского места. Она держится руками за верх двери автомобиля (принадлежащий Лане Mercedes-Benz 380SL 1981 года), смотрит прямо в камеру и «чем-то озадачена». На ней — белая футболка, через которую просвечивает того же цвета бюстгальтер. В самом низу изображения — название альбома, напечатанное шрифтом с обложки Born to Die. В делюкс-издании iTunes стиль оформления заголовка сохраняется, уменьшен лишь размер текста. В зависимости от издания в верхнем левом углу присутствует знак родительского контроля, предупреждающий о ненормативной лексике в песнях.

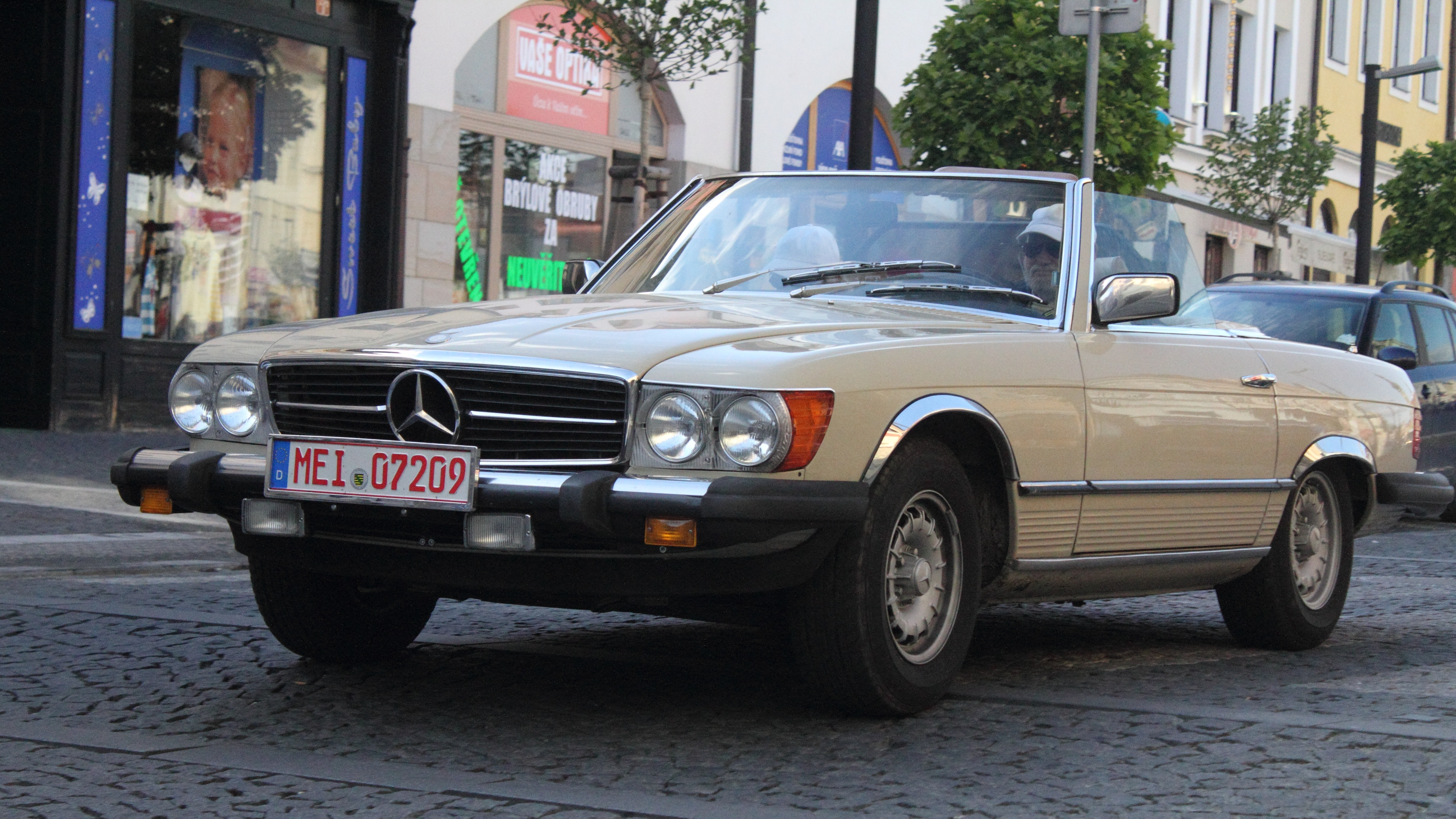
На обложке альбома запечатлён Mercedes-Benz 380SL модели 1981 года

Фотографии для оформления альбома сделал Нил Крюг. Певица узнала о нём от друга, который подарил ей «Книгу бульварного искусства» (англ. Pulp Art Book) с работами Нила. Когда пришло время снимать обложку, кто-то с лейбла предложил Дель Рей обратиться к Крюгу. Это сбило её с толку, так как она слышала, что фотограф умер. Тогда Лана связалась с ним, и они договорились о съёмке у её дома в Лос-Анджелесе. Задумывалось, что обложка не будет соответствовать заложенной в названии альбома «мощности». Крюг видел её как «последний кадр фильма Романа Полански из 1960-х», показанный прежде, чем развязка шокирует зрителей, за чем последуют титры. «Когда слышишь название Ultraviolence, то представляешь какой-то взрыв или как белая футболка заливается кровью», — подчёркивал фотограф. Остальные фотографии, на которых запечатлена машина, были сделаны на подъездной дорожке дома Дель Рей. Изображение с коленкой в рваных джинсах Крюг снял в своей гостиной. Оно было использовано компанией Urban Outfitters для оформления эксклюзивного издания Ultraviolence на виниле. Фотография, на которой певица изображена в майке «Peyote Pepsi» курящей в кустах гортензий, была сделана в саду дома Фрэнка Синатры за Лос-Анджелесом. Сделанный Крюгом снимок повлиял на Дель Рей так, что она изменила список песен альбома. В процессе съёмок Крюгу ассистировала фотограф Майен Соффиа. Дизайн обложек всех изданий пластинки был разработан Мэтом Мейтлендом из компании Big Active.
В период промокампании альбома Дель Рей взяла за традицию объявлять название каждой новой пластинки за долгое время до её выпуска (от двух месяцев до года, как было с Norman Fucking Rockwell!). Так, слово Ultraviolence впервые прозвучало в её речи на премьере короткометражного фильма «Тропико» в театре Cinerama Dome в Лос-Анджелесе 4 декабря 2013 года, за 7 месяцев до выхода записи: «Я очень хотела собрать вас всех сегодня здесь, чтобы завершить первую главу и начать новую — Ultraviolence». «Ультранасилие» впервые упоминается в антиутопическом романе «Заводной апельсин» (1962) британского писателя Энтони Бёрджесса. Хотя слово пишется слитно, в ранних интернет-публикациях, посвящённых альбому, оно выглядело по-разному: например, у Rolling Stone — как Ultra-Violence. Дель Рей придумала название до создания пластинки: «Мне нравится этот концепт, тема, которая действительно актуальна». В романе Бёрджесса слово означает чрезмерное и неоправданное насилие, но Лане просто понравилось его звучание: «Сочетание двух эмоций — нежности (ultra) и гнева (violence). <…> Словно два мира умещаются в одном». В апреле 2017 года поклонники певицы предположили, что Lust for Life — последний альбом из «четвёрки»: количество слов в названиях Born to Die, Ultraviolence, Honeymoon и Lust for Life соотносится как 3:1:1:3. Выражение лица на обложке последнего тоже изменилось (Лана улыбается), поэтому концепт описали как «эволюцию настроения персонажа, от грустного к радостному». Дель Рей подтвердила теорию.

## Музыка и тексты
Ultraviolence ознаменовался сменой музыкального стиля Дель Рей. Хотя звучание сохранило мрачность и «кинематографичность», певица отказалась от максималистского хип-хопа и барокко-попа предыдущих работ — Born to Die и Paradise. Альбом выдержан в различных инди-стилях: дезерт-рок, психоделический рок и софт-рок; он также заимствует элементы джаз-фьюжна и дрим-попа. Музыкальные критики связали смену стиля с переездом Ланы из Нью-Йорка на Восточном побережье в Лос-Анджелес на Западном и с её желанием стать частью сообщества инди-музыкантов, быть на одной волне с Arctic Monkeys, The Last Shadow Puppets, Father John Misty и другими. В альбоме отразилось творчество джазовых и блюзовых исполнителей, а именно Нины Симон, Билли Холидей и Леонарда Коэна; альтернативной рок-группы Nirvana; исполнителей 1970-х, включая Боба Сигера, Eagles, Денниса Уилсона и Echo & the Bunnymen; и рокеров Брайана Уилсона и Криса Айзека.
Состав инструментов в аранжировках также разнообразился. В финале «West Coast» звучит синтезатор в стиле джи-фанк, напоминающий терменвокс, — возможно, дань уважения The Beach Boys, в «Shades of Cool» — гитарное соло, а «Brooklyn Baby» завершается еле слышимым мужским бэк-вокалом. Благодаря использованию в перезаписи электрогитары, 12-струнной гитары и меллотрона звук альбома разнообразился и стал более атмосферным и «гипнотическим». С точки зрения цвета, звучание пластинки у Ланы ассоциировалось с синим: «Я бы описала альбом словом „огонь“, а точнее „синий огонь“, когда пламя так разжигается, что его оттенок переходит от красного к синему. Я хотела, чтобы всё звучало в „синем“ ключе». Техника исполнения также изменилась: «Лана оставила позади детскую читку рэпа Born to Die и берёт высокие ноты или, наоборот, очень низкие, поёт фальцетом» (наиболее впечатляюще, по мнению критиков, — в «Shades of Cool» в манере Ширли Бэсси). В записи вокала и инструментов широко использовалась реверберация; низкое качество записи голоса придало его звучанию старомодность и чувственность. Овердаббинг создал эффект эха, из-за чего рецензент uDiscover Music указал, что Лана звучит как «гёрл-группа из одного человека». Ultraviolence «очень мрачен — его тяжело слушать». Основное внимание в процессе создания уделялось техническим аспектам — Лана вспоминала: «…мне было интересно исследовать свою страсть к композиции». Дель Рей игнорировала общепринятые правила написания песен, что подтвердило её принадлежность к контркультурному движению. Произошёл отход от привычных по стилю аранжировок, структуры песен разнообразились, их длительность изменилась. Важную роль играл темп песен, отражавший ментальное состояние певицы, поэтому когда лейбл попросил её ускорить припев «West Coast», она отказалась — чувство отстранённости от внешнего мира и неопределённости будущего укоренились в композиции.
«Дель Рей вновь всех обманула. В своих песнях она играет с устаревшими представлениями о красивых женщинах, использующих не талант, а свою привлекательность как ключ к успеху. [Лана] охотно признаёт обвинения в свой адрес и поэтому имеет полное право критиковать не только недовольных её мастерством, но и сексистские предрассудки, преследующие нарушительниц правил вроде неё в любом проявлении поп-искусства».

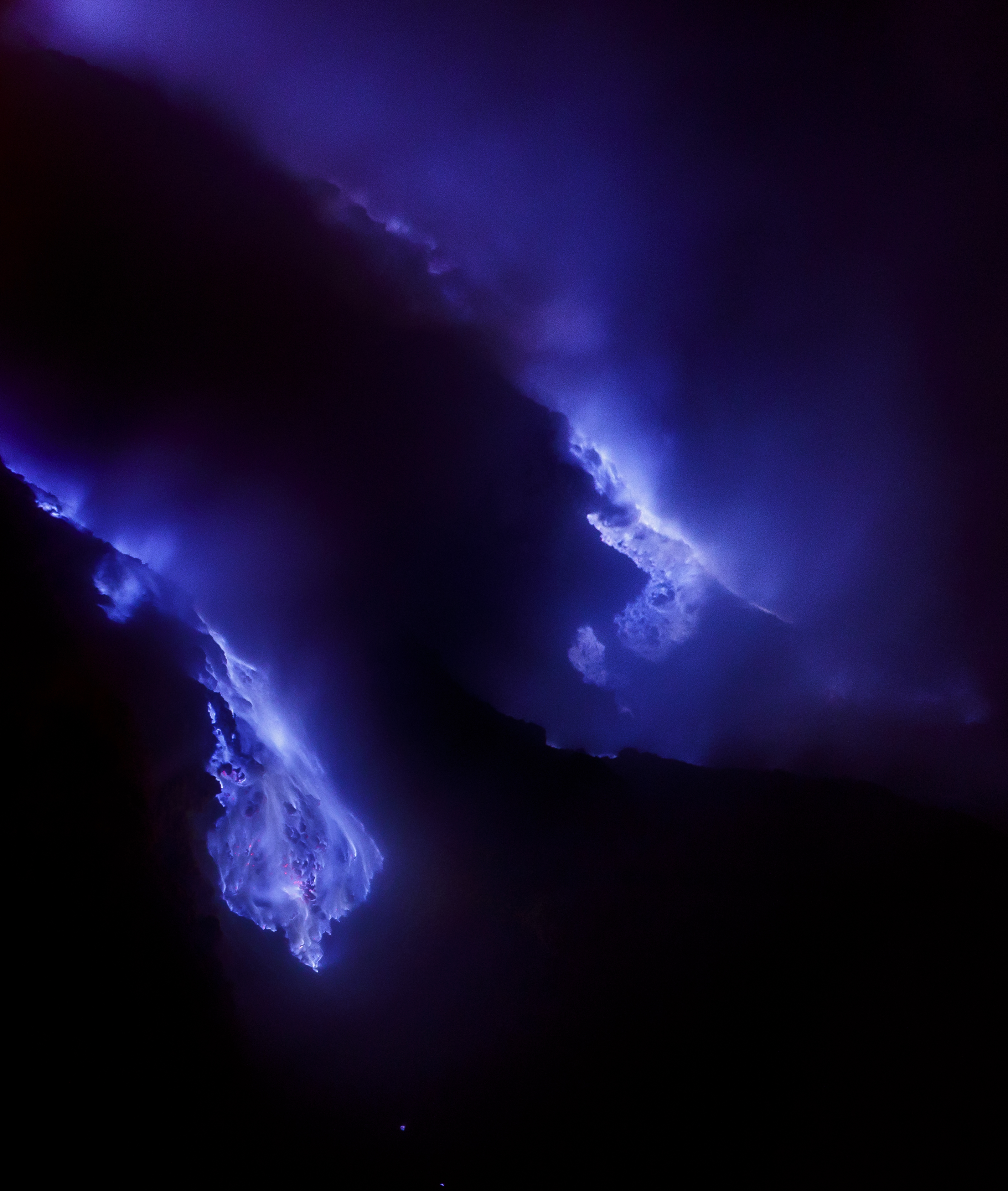
Синее пламя действующего вулкана Иджен в Индонезии

В «загадочных» текстах Ultraviolence исследуются в основном те же темы, что и на Born to Die: домашнее насилие, уход любви и юности, измена в отношениях, значение денег, сексуальность, наркотики и предательство. Каждая песня рассказывает свою историю, в которой «что-то всегда идёт не так». Певица уверяла, что тексты полностью автобиографичны (она назвала их результатом рефлексии), но критики сомневались в возможности их буквального толкования. Ultraviolence носит отчасти концептуальный характер, но связующее звено песен — лирическая героиня, «одинокая и неудовлетворённая» старлетка с Born to Die. Она предстаёт в разных ролях: девушка, посвятившая себя мужчинам, которые никогда её не полюбят («Ultraviolence», «Shades of Cool», «Sad Girl» и «The Other Woman»); жаждущая мести, агрессивная («Money Power Glory» и «Fucked My Way Up to the Top»); испытывающая ностальгию по ушедшему времени и любви («Brooklyn Baby» и «Old Money»). В прошлом альбоме героиня путалась в своих желаниях и ожиданиях от жизни, но, повзрослев, наконец принимает выбранный ею путь. Теперь она «не попадается в ловушки любви, не поклоняется Джеймсу Дину». Однако девушка не спешит расставаться с прежним отчаянием и иногда испытывает глубокую грусть. Тексты Ultraviolence полны отсылок к массовой культуре. В заглавном треке несколько раз упоминается некий «Джим» — подразумевается либо Джим Моррисон, фронтмен The Doors, либо марка бурбона Jim Beam. Строчка «Он ударил меня, и это было словно поцелуй» оттуда же была заимствована из «He Hit Me (And It Felt Like a Kiss)» женской группы The Crystals. В песнях даются указания на американские города и штаты — Лос-Анджелес, Голливуд, Калифорнию, Лас-Вегас, Детройт Нью-Йорк, Бруклин, Майами, Флориду; улицы — Бульвар Сансет и пересекающую её Вайн-стрит; здания — гостиницу и казино Riviera; и другие географические объекты — архипелаг Флорида-Кис и пригород Лос-Анджелеса, Голливуд-Хиллз.
Существует мнение, что Ultraviolence — это ответ обвинявшим Дель Рей в неаутентичности. Крис Шульц из газеты The New Zealand Herald предположил, что певица могла использовать критику в свой адрес как вдохновение. Джастин Чарити из Complex заметил в Ultraviolence творческий рост Ланы, которым она наслаждается по полной, используя его как форму мести критиковавшим её агрессивную и резкую манеру написания песен для Born to Die. Чарльз Махони из PopMatters уверен, что тексты альбома пропитаны едкой иронией по отношению к критикам. Брэдли Стёрн из MuuMuse допустил, что не только саркастическая лирика, полная ярости, но и новое звучание — это «средний палец» недоброжелателям. Лана высмеивает как критиков, так и подражателей, и одновременно подпитывает первых. В статье Pitchfork, исследующей мрачную онлайн-эстетику девочек-подростков, Линдси Золадз напомнила читателям об обвинениях певицы в «восхвалении женской пассивности и слабости» в Born to Die и заметила, что Дель Рей, в свою очередь, не отмахнулась от критики и создала Ultraviolence, который ещё более полно охватывает эти темы и потому претендует на звание самой провокационной работы в карьере Ланы. По мнению журналистки, в этом есть «что-то настораживающее и даже наглое», и в то же время в настолько «неоднозначной ситуации чувствуется странная сила».

## Композиции

### Часть первая (1—6)
Открывающая альбом «Cruel World» имеет продолжительность более 6 минут и начинается с гитарного риффа, звучание которого обогатилось использованием педали эффектов «BigSky» фирмы Strymon. В композиции смешаны элементы дезерт-рока и блюза. Рабочим названием было «Hands Down»; демо содержало только голос Дель Рей на фоне гитары. В центре сюжета — девушка, заканчивающая разрушительные отношения с мужчиной, доведшим её до безумия. Она рада исходу: «Я делила с тобой свои тело и душу, / Теперь с этим покончено. / Я сделала, что должна была сделать, / И нашла другого». Однако, разгребая обломки прошлого, она не может не возвращаться к нему: «Ты танцуешь вокруг меня. / Чёрт, ты сходишь с ума, / Ты сходишь с ума по мне». Если куплеты песни «содержательны и спокойны», то припев — это другой мир, «полный хаотичных и тяжёлых суб-басов». «Cruel World» задаёт тон пластинки.

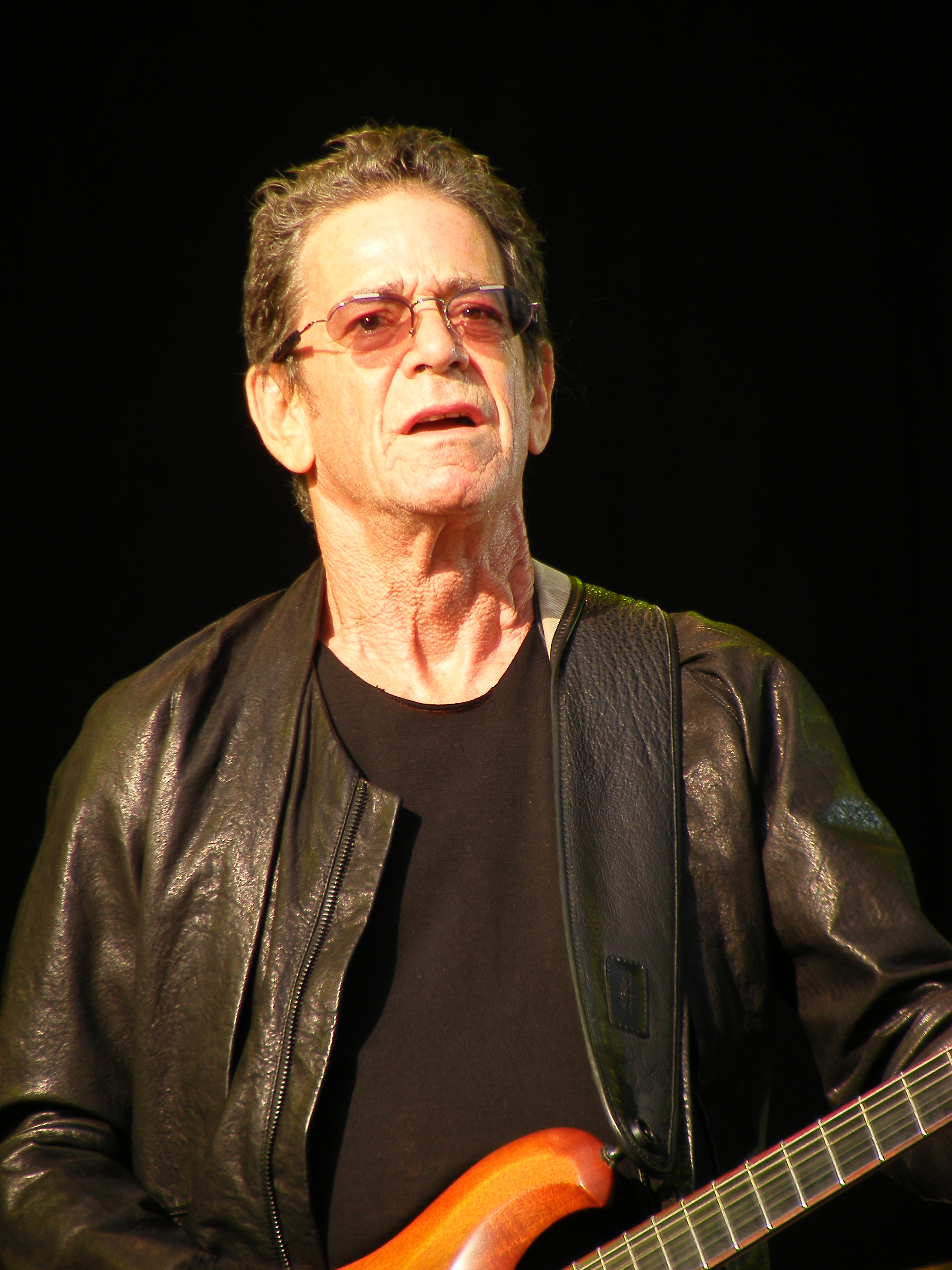
«Brooklyn Baby» — несостоявшийся дуэт Дель Рей и Лу Рида, фронтмена The Velvet Underground

В основе структуры «Ultraviolence» лежат пианино и струнные. Главная тема песни — домашнее насилие: лирическая героиня настолько ослеплена любовью к мужчине, что закрывает глаза на его поведение или вовсе не видит всей картины, даже когда он называет её «ядом»; для неё насилие тождественно «настоящей любви». Поведение мужчины приводит к трагическим последствиям то ли для него самого, то ли для девушки: строчка «Я слышу сирены, сирены» намекает на приезд «скорой помощи» или полиции на место трагедии. Лана призналась The New York Times, что когда перебралась в Нью-Йорк, вступила в тайную секту, главарь которой «был окружён молодыми девушками и верил, что нужно разрушить человека, чтобы построить его заново. <…> Эта песня о романтических чувствах, сплетённых с желанием подчиняться мужчине, расстаться с ним и вновь покориться». «Shades of Cool» представляет собой мелодичную балладу, выстроенную вокруг гитары с эффектом реверберации. Сюжет песни посвящён бунтарю, неспособному измениться. В куплетах Лана превозносит его: «Мой малыш живёт в оттенках синевы: / Синие глаза, джаз и настроение». Помимо своего основного значения, синий — цвет грусти, один из наиболее часто встречающихся в творчестве певицы. В припеве её голос будто воспаряет, когда она горюет о «небьющемся» сердце возлюбленного. Его холодность вроде и привлекает девушку, но не позволяет ей сблизиться с ним, и после «чудовищного по силе» гитарного соло её «полушёпот сменяется рыданием». Кэрин Ганз из Rolling Stone отметила драматическое сопрано певицы, которое «идеально вписалось бы в фильм бондианы, поставленный Тарантино». Вокальная партия завершается протяжным стоном: героиня более не в состоянии изменить возлюбленного.
«Brooklyn Baby» также выстроена вокруг гитары с использованием ударных. Это любимая песня из альбома у Ауэрбаха с точки зрения звучания. Она задумывалась как дуэт с Лу Ридом, фронтменом рок-группы The Velvet Underground. Музыканты договорились о встрече в Нью-Йорке 27 октября 2013 года; самолёт певицы приземлился в 7 часов утра, и через несколько минут она узнала, что Рид умер от рака печени. Текст песни посвящён хипстерам, Нью-Йорку, Бруклину, джазу и поэзии битников. Помимо этого, Лана вырисовывает образ идеальных отношений, в основе которых не только романтика, но и искусство: «Ну, мой парень в группе, / Он играет на гитаре, пока я пою песни Лу Рида. / В моих волосах перья, / Я ловлю кайф от гидропонной марихуаны». Композицию охарактеризовали как «луч света в тёмном Ultraviolence». «West Coast» заимствует элементы сёрф-рока и поп-музыки и имеет сложную структуру, выстроенную вокруг ударных. Открывающий её гитарный рифф — лейтмотив композиции. «West Coast» первым переосмыслил, как может звучать песня Дель Рей. В центре сюжета — девушка, разрывающаяся между сохранением отношений и перспективами, которые предвещает переезд в Калифорнию. Она предчувствует славу: «Там, на Западном побережье, у них свои кумиры». «Sad Girl» — акустическая песня с элементами джаза и блюз-рока. Композиция автобиографична: в интервью The Fader Лана рассказала о семилетних отношениях с главой одного лейбла, но не уточнила имя и семейное положение мужчины. Поэтому в Billboard предположили, что опыт «терпеливой любовницы» ей знаком. Лирическая героиня несчастна: любовник кормит её обещаниями, и все знают об их романе. Она признаёт себя «стервой на стороне», даёт округе новые поводы для обсуждения, но всё это «пронзает ей сердце», и ощущение полного несчастья непомерно растёт. Поведение героини деструктивно, но саморазрушение, по мнению Billboard, «никогда не звучало так красиво с насыщенными партиями пианино и меллотрона». Строчка «У него есть огонь, и он ходит с ним» — аллюзия на известную фразу из телесериала «Твин Пикс» режиссёра Дэвида Линча, работами которого Лана вдохновляется.

### Часть вторая (7—11)
«Pretty When You Cry» начинается как блюзовая баллада, Лане аккомпанирует акустическая гитара. Песню записали с первой попытки. «Я даже не думала возвращаться в студию и что-то менять. Если вы знаете историю своей песни, то можете точно сказать, почему она спета именно так», — заверяла певица. В центре сюжета — девушка, считающая, что никогда не найдёт своё счастье. Сломленная, она обращается к возлюбленному сквозь слёзы: «Все самые прекрасные звёзды сияют для тебя, любимый. / Та ли я девушка, о которой ты мечтал?» Её парень — наркоман, но она боится, что он уйдёт от неё: лирическая героиня слишком слаба, чтобы осознать свою зависимость от мужчины и уйти от него, освободиться. В финале звучит секция электрогитары, и «мольба сменяется яростным воем»: «Не говори, что я нужна тебе, / Если сам знаешь, что уйдёшь. / Я бы не смогла пойти на такое, / Но для тебя это легко». Музыкальный сайт Idolator признал «Pretty When You Cry» одним из ключевых моментов альбома.
«Money Power Glory» провозгласили «одой материализму». Жадность героини доводит её до крайности — она зла и жаждет отнять у врага всё: «Я хочу денег, и всю твою власть, и всю твою славу». В HuffPost заметили, что Лана заявляет об этом «без единой капли стыда». Певица предвещала такую реакцию: «Думаю, [песня] найдёт отклик у тех, кто уверен, что [деньги, сила и слава —] это моя истинная цель». Ярость героини сопровождают электрогитара и тяжёлые, «глухие» ударные. Певица ранее уже обращалась в песнях к темам известности и богатства, например, в «National Anthem». «Money Power Glory» была записана с первой попытки; продюсер Грег Кёрстин и певица даже не задумывались о пересведении. «Fucked My Way Up to the Top» тоже полна ярости и может быть ответом критикам, своеобразным диссом. Лана иронизировала: «Я переспала со многими мужчинами в индустрии, но никто из них не помог мне с карьерой, это бесит». В другом интервью она заявила: «Эта песня о певице, которая прежде насмехалась над моим „ненастоящим“ стилем, но теперь подражает ему. Она позиционирует себя как настоящего артиста, а меня — как проект». «Я дракон, ты шлюха. / Даже не знаю, в чём ты хороша. / Подражать мне — это чертовски скучно» — речь может идти о Лорд или Леди Гаге. И всё-таки героиня двойственно относится ко врагу: она то критикует его за подражательство, то проявляет снисходительность: «Нуждаюсь в тебе, милый, как в воздухе». В Pitchfork считают, что «Money Power Glory» и «Fucked My Way Up to the Top» привлекают не столько мелодиями, сколько содержанием: певица воплощает в строчках свой публичный образ и охотно «нажимает на кнопки». В интервью The New York Times она заметила: «То, что люди думают о вас, хотите вы того или нет, но становится малой частью вашей психики».
Меланхоличная баллада «Old Money» выстроена вокруг фортепиано. Лирическая героиня ощущает одиночество и вспоминает юные годы: ушедшую любовь, любящих родителей, дом которых она покинула, чтобы обрести себя. Однако она знает, что всегда может вернуться туда, «по крайней мере в воспоминаниях»: «Сила юности у меня на уме. / Закаты, небольшой городок, я вне времени. / Будешь ли ты всё так же любить меня, когда я буду блистать / Словами, а не красотой?» Последняя часть строчки может отсылать к «Young and Beautiful», записанной для саундтрека фильма «Великий Гэтсби» (2013). Песня, черновое название которой — «Methamphetamines», пролежала «в долгом ящике» более пяти лет, пока певица не решила переработать её. Мелодия «Old Money» напоминает любовную тему композитора Нино Рота из фильма «Ромео и Джульетта» (1968). Лана утверждала, что придумала её сама, но во избежание судебных разбирательств лейбл указал Рота как соавтора. Пластинка завершается лаунж-кавером «The Other Woman» Нины Симон. Другая женщина — это любовница. Если Симон исполняла песню как беспристрастный наблюдатель или жена, то Лана — как та самая любовница, будто подводящая итоги своей жизни. Она сама избрала свой путь и вынуждена мириться с последствиями выбора. Голос певицы словно доносится из приглушённого радиоприёмника 1950-х; он мягок и иногда подрагивает, «как у пожилой домохозяйки». «Другая женщина / Никогда не сможет сохранить свою любовь, / И пока годы будут лететь, другая женщина / Проведёт свою жизнь в одиночестве», — Лана берёт высокие ноты, пока на фоне звучит партия саксофона в стиле ду-воп. «The Other Woman» была очевидным выбором в качестве завершающего трека — Дель Рей никогда более не выставляла себя любовницей в песнях.

### Бонус-треки

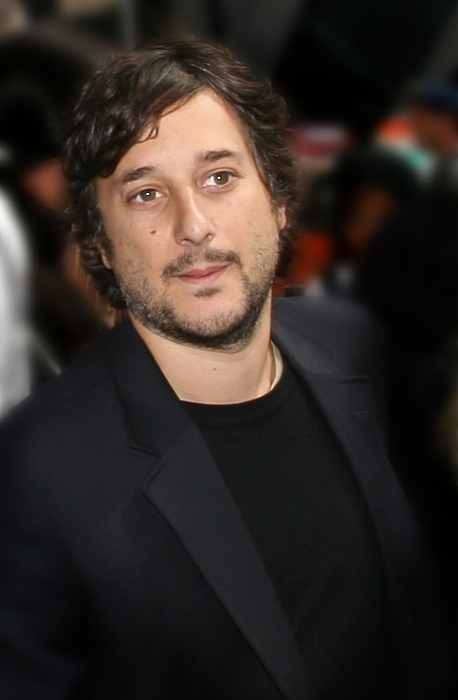
Режиссёр Хармони Корин — один из соавторов «Florida Kilos»

В интервью Complex певица заявила, что бонус-треки не подходят под атмосферу Ultraviolence, и их выпуск в составе делюкс-версии состоялся только по требованию iTunes. «Black Beauty» — единственный плод сотрудничества Ланы с Полом Эпуортом. На удивление редакции Billboard, продюсер «не поставил [на песню] свой фирменный максималистский штамп». Песня посвящена депрессии возлюбленного Дель Рей — тот видит мир в чёрных красках, а «солнце и синева океана ничего для него не значат». И хотя он не отвечает на её чувства, Лану всё ещё «пленит его тёмная красота». Композиция тематически пересекается с «Shades of Cool». «Guns and Roses» выстроена вокруг электрогитары с добавлением ударных. В HuffPost предположили, что трек посвящён Экслу Роузу, фронтмену группы Guns N’ Roses. В Billboard песню назвали «незаконченным демо» из-за слишком примитивного текста.
Режиссёр Хармони Корин поучаствовал в создании «Florida Kilos». Она была написана под впечатлением от документального фильма «Кокаиновые ковбои» (2006), в котором затрагивается рост преступности в Майами, связанный с торговлей кокаином в 1970—1980-х годах. Планировалось, что «Florida Kilos» станет заглавной темой сиквела «Отвязных каникул» (2012) Корина. Меланхоличная «Is This Happiness» — это портрет двух творческих людей, не реализовавших свой потенциал. Их отношения зашли в тупик: мужчина безнадёжно сравнивает себя с Хантером С. Томпсоном, а Лана считает его «чертовски сумасшедшим» и принимает фиолетовые таблетки — скорее всего, галлюциногены, помогающие ей забыться. Она размышляет о сущности счастья и своём жизненном пути: «Ты — сложный мужчина для любви, а я — / Женщина, за которой трудно уследить». Структура песни строится на фортепиано. Среднетемповая композиция «Flipside» есть лишь в японском бонус-треке издания Target. Лана поёт об отношениях, находящихся на грани разрыва. Она сопереживает возлюбленному и готова отпустить его, когда-то поймавшего её «на обратной стороне». В Billboard заметили, что певица редко черпает вдохновение в музыке 1990-х, но «Flipside» может быть навеяна творчеством PJ Harvey.

### Песни, не вошедшие в альбом
Некоторые песни, над которыми Дель Рей работала в период записи пластинки, не были включены в Ultraviolence. «Black Beauty» и «Angels Forever» были записаны первыми для альбома, но в июле 2013 года они просочились в сеть. И всё же первая вошла в делюкс-издание альбома, а вторую так и не выпустили. «Say Yes to Heaven» (или «Yes to Heaven»), «Fine China» и «Your Girl» были записаны с Риком Ноуэлсом в период ноябрьских сессий в Electric Lady. Первые две зарегистрированы в базе APRA AMCOS, а третья — в Phonographic Performance Limited (PPL). Их исключили с решением изменить звучание Ultraviolence. «Say Yes to Heaven» и «Fine China» просочились в сеть в канун католического Рождества 2016 года. «Wait for Life» не относится непосредственно к пластинке, но была написана во время сессий с Эмилем Хейни в декабре 2013 года. Продюсер переживал тяжёлый период и не хотел работать над чужой музыкой, поэтому он участвовал в создании альбома. Тем не менее они с Дель Рей предпринимали попытки сотрудничества, но их единственная сессия для Ultraviolence перешла в рассуждения об отношениях, и они спонтанно записали «Wait for Life», песню о «невозможном романе». Она была включена в дебютный альбом Хейни, We Fall, изданный в феврале 2015 года на Interscope. Во время сессий для Ultraviolence также записали «Living Legend», «Cherry Blossom», «Nectar Of The Gods» и «If You Lie Down With Me», в итоге вошедшие в альбом Blue Banisters (2021). 19 мая 2023 «Say Yes to Heaven» неожиданно вышла на стриминговых сервисах. Песню издали как внеальбомный сингл, в день рождения бывшего партнёра Дель Рей, музыканта Джека Донахью из витч-хаус группы Salem. Поимимо обычной версии была выпущена ускоренная, которая ранее набрала популярность в TikTok. В ноябре того же года был выпущен ограниченный тираж иллюстрированной грампластинки с «Say Yes to Heaven» на стороне «А» и «Black Beauty» с Ultraviolence на стороне «Б»; для оформления издания использовали кадр, сделанный Нилом Крюгом для Ultraviolence.

## Выпуск и продвижение
После объявления названия альбома в декабре 2013 года последовало непродолжительное молчание певицы в соцсетях и СМИ: в начале февраля поклонники встретили Лану на улице и начали расспрашивать о дате выхода пластинки, на что та ответила: «Думаю, 1 мая». Однако никакого официального подтверждения со стороны Interscope не последовало. 20 февраля певица опубликовала в Twitter совместную фотографию с Ауэрбахом, подписав её: «Мы с Дэном рады представить вам Ultraviolence». На концерте в Монреале 5 мая Дель Рей сообщила о планах лейбла выпустить диск «в следующем месяце». Позднее она рассказывала Les Inrockuptibles, что выход её альбома и Turn Blue The Black Keys, доработанного Ауэрбахом в период перезаписи Ultraviolence, планировался в один день, то есть 12 мая. 8 мая певица огласила список песен стандартной и делюкс-версий пластинки, включавший 11 и 14 треков соответственно. На следующий день она представила обложку Ultraviolence. 18 июня вышел двухминутный трейлер альбома, содержавший вырезанные из клипа «West Coast» кадры и бекстейдж-материалы в монохроме.
Ultraviolence фигурировал в списках самых ожидаемых релизов 2014 года изданий Billboard и Stereogum. 13 июня альбом стал доступен для цифрового скачивания и приобретения на физических носителях в Германии, Австрии и Швейцарии. Через три дня альбом появился на прилавках музыкальных магазинов Великобритании и Франции — тиражированием занимался Polydor. 17 июня Interscope выпустил пластинку в США, Канаде и Испании. На другой день Ultraviolence стал доступен для приобретения в Японии, а 24 августа — в Китае. Бокс-сет альбома содержал две иллюстрированные грампластинки, компакт-диск с делюкс-версией в комплекте с 16-страничным буклетом и четыре фотокарточки размера 12 × 12 дюймов; тираж издания был ограничен; название альбома напечатали тиснением чёрной фольгой.

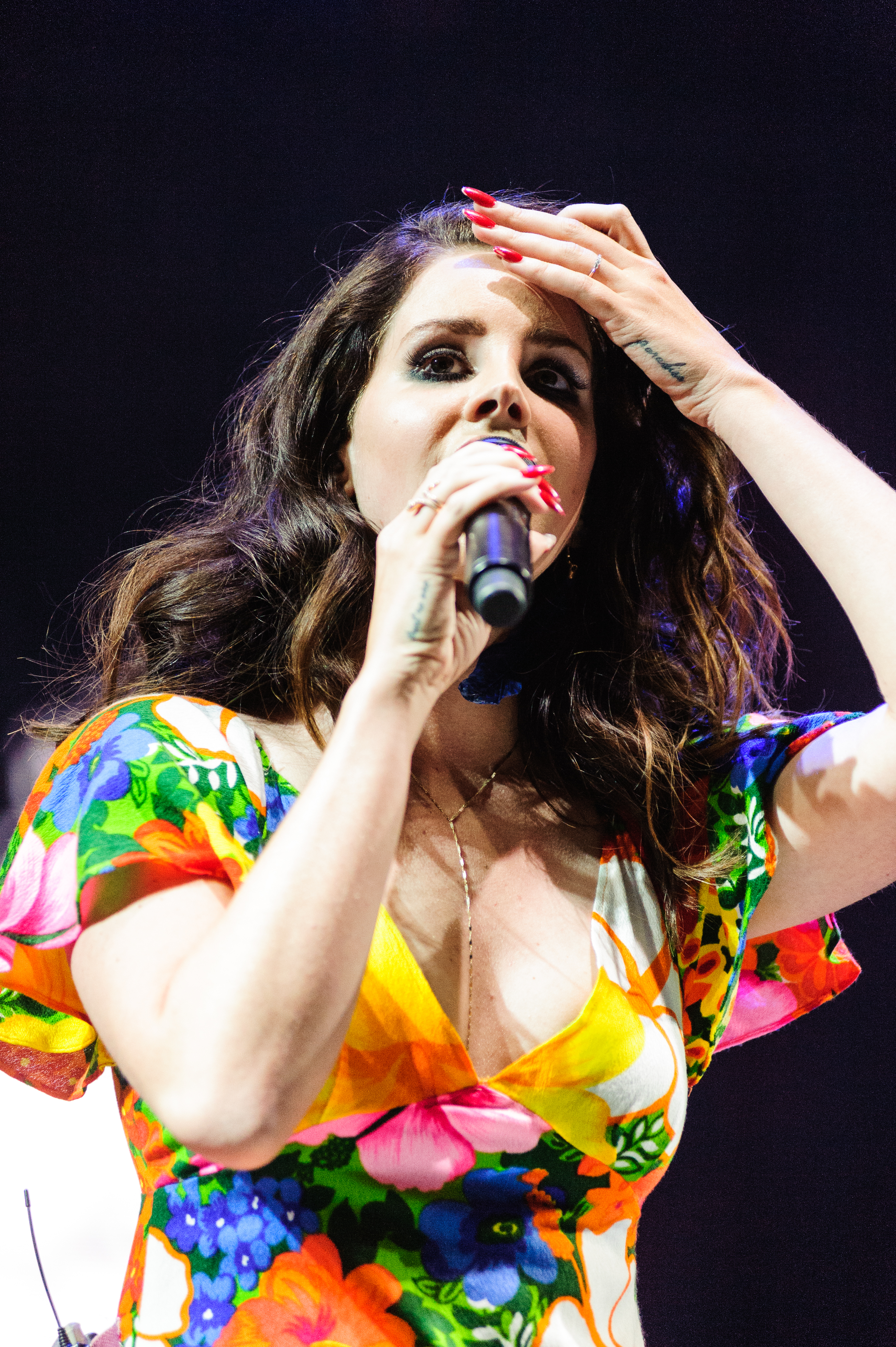
Дель Рей на сцене фестиваля Коачелла в апреле 2014 года

После выпуска Ultraviolence Дель Рей продолжила Paradise Tour в поддержку Born to Die: The Paradise Edition. Сет-лист концертов состоял преимущественно из песен двух предыдущих пластинок, но со временем дополнился «West Coast», «Ultraviolence», «Money Power Glory», «Fucked My Way Up to the Top», «Cruel World» и «Old Money». На заключительном концерте тура, 18 октября на кладбище Hollywood Forever, Лос-Анджелес, Лана впервые спела «Shades of Cool». 1 декабря певица анонсировала The Endless Summer Tour в поддержку Ultraviolence с концертами в Северной Америке: 18 — в США, 2 — в Канаде (Торонто и Монреаль). В первой части турне на разогреве выступала Кортни Лав из рок-группы Hole, во второй — поп-певица Граймс. Первое выступление состоялось 7 мая 2015 года в Те-Вудлендсе, Техас, последнее — 16 июня в Уэст-Палм-Бич, Флорида. Всего было отыграно 20 шоу, принёсших доход в 6 млн долларов.

### Синглы
13 апреля 2014 года Дель Рей выступила на ежегодном фестивале Коачелла в Индио, Калифорния, где впервые исполнила «West Coast». Песня стала первым синглом с Ultraviolence и на следующий день была отправлена на радио. Критики тепло встретили её и оценили атмосферный продакшн Ауэрбаха. Отдельного внимания удостоился смелый ход певицы выпустить «новаторский» трек, не относящийся к мейнстримовой музыке. Сингл показал хорошие коммерческие результаты, дебютировав в первой двадцатке чартов Италии, Испании и Швейцарии. 3 мая песня достигла пиковой 17-й позиции в американском Billboard Hot 100, но через неделю покинула чарт. Это лучший дебют среди ведущих синглов певицы. Также трек добрался до 3-й строчки в Adult Alternative Songs. Позднее он был отмечен платиновой сертификацией за 1 миллион проданных копий в США. По мнению Ричарда С. Хи из Billboard, при слабой промокампании коммерческие результаты сингла поражают и показывают, насколько важной фигурой Дель Рей была в поп-музыке середины 2010-х. Музыкальное видео на «West Coast» было снято Винсентом Хэйкоком и выпущено 7 мая. В центре сюжета — девушка, разрывающаяся между двумя мужчинами, роли которых сыграли татуировщик Марк Махони и модель Брэдли Суало. Операторская работа Эвана Прософски была отмечена номинацией на MTV Video Music Awards в соответствующей категории, но победа отошла Даррену Лью и Джексону Ханту, работавшим над «Pretty Hurts» Бейонсе. «West Coast» фигурировала в рейтингах лучших песен года изданий NME (11-е место), Spin (29-е), Stereogum (31-е) и других.
«Shades of Cool» была выпущена как второй сингл 26 мая и получила признание критиков прежде всего за «чувственное» исполнение и гитарное соло в финале песни. Трек показал удовлетворительные результаты в чартах, попав в топ-50 Швейцарии, Испании и Австралии. 14 июня сингл дебютировал на 79-й позиции в Billboard Hot 100, но через неделю покинул чарт. Музыкальное видео, сюжет которого строится вокруг отношений девушки с пожилым мужчиной (его сыграл Махони), было снято Джейком Нава. Третий сингл «Ultraviolence» был издан 4 июня. Содержание песни вызвало множество споров: многие рассмотрели в тексте «романтизацию домашнего насилия», хотя нашлись и те, кто признал лирику ироничной. Композиция не сыскала успеха и в чартах: она достигла 38-го места в Canadian Hot 100, 88-го — во Франции и 70-го — в Billboard Hot 100, откуда вылетела спустя неделю. Фотограф и тогдашний возлюбленный Ланы, Франческо Карроззини, снял музыкальное видео на iPhone. Монтажом занималась сама певица. В центре сюжета — невеста, разгуливающая по лесу в свадебном платье и с букетом цветов в руках, и её жених, документирующий прогулку. Четвёртый и последний сингл «Brooklyn Baby» был выпущен 8 июня. Критики приняли его с восторгом, похвалив исполнение и мечтательное звучание. Журнал Rolling Stone поместил трек на 22 место в рейтинге «50 лучших песен 2014 года». Композиция не достигла особых успехов в чартах, но попала в топ-10 в Финляндии, в первую двадцатку в Швейцарии и Новой Зеландии и возглавила Bubbling Under Hot 100 Singles журнала Billboard. Каждый из трёх синглов был отмечен золотой сертификацией за реализацию 500 000 копий в США. 21 ноября немецкий лейбл Vertigo Records выпустил мини-альбом, содержавший три ремикса бонус-трека «Black Beauty».

## Коммерческий успех
На родине альбом продемонстрировал высокие показатели. Согласно предварительной оценке журнала Billboard, продажи пластинки в первую неделю должны были составить 175—180 тысяч копий. 25 июня пластинка возглавила Billboard 200, став первой работой Дель Рей, достигшей вершины чарта. По данным Nielsen SoundScan, дебютные продажи составили 182 000 экземпляров — это второй лучший результат среди певиц после одноимённой пластинки Бейонсе, которая на третьей неделе нахождения в чарте (29 декабря 2013 года) разошлась тиражом в 310 000 копий. Ultraviolence — третий крупнейший женский дебют года. В конце сентября Partners Барбары Стрейзанд возглавил чарт, перепродав Ultraviolence в первую неделю на 14 000 экземпляров. В ноябре Тейлор Свифт установила новый рекорд, когда 1989 дебютировал на вершине чарта с 1,2 миллиона проданных копий. На второй неделе пребывания в Billboard 200 альбом Ланы разместился на четвёртой строчке, тираж снизился на 76% и составил 44 000 экземпляров. За последующие две недели общие продажи в стране перешагнули порог в 270 тысяч копий, а к концу июля составили более 300 тысяч. 23 февраля 2015 года, спустя 8 месяцев после релиза, RIAA присвоила Ultraviolence золотую сертификацию: всего было реализовано более 500 000 копий. Из них 31 800 — на виниле; 8-й лучший показатель 2014 года. По состоянию на начало августа 2019 года продажи альбома составляли более 1 миллиона копий в США. В конце января 2021 года количество прослушиваний Ultraviolence на стриминговом сервисе Spotify перешагнуло отметку в 1 миллиард. 24 ноября того же года RIAA обновила сертификацию Ultraviolence на платиновую за реализацию 1 миллиона копий пластинки.
Ultraviolence добился значительного успеха и в других странах. Мировые продажи в первую неделю составили 880 000 (по другим данным — 356 000) экземпляров. Пластинка дебютировала на вершине Canadian Albums Chart, продав 21 000 копий. Спустя несколько дней тираж достиг 40 000 экземпляров, и Music Canada присвоила Ultraviolence золотую сертификацию, а на апрель 2023 года было реализовано 80 000 копий, и альбом получил платиновый статус. 18 июня пластинка возглавила UK Albums Chart с продажами 48 028 копий; это вторая после Born to Die работа певицы, добравшаяся до вершины чарта. 27 июня British Phonographic Industry присвоили диску серебряную сертификацию; всего в Великобритании было реализовано 60 000 копий. Меньше чем через два месяца пластинка получила золотой статус, преодолев порог в 100 000 экземпляров. По данным на конец марта 2021 года, продажи диска в Великобритании составляли 256 000 копий. В декабре 2022 года альбом получил платиновый статус, а в октябре 2023 года тираж в Великобритании превысил 355 000 экземпляров. Тогда же в стране перевыпустили эксклюзивное издание Ultraviolence на виниле от компании Urban Outfitters, благодаря чему 6 октября альбом вошёл в топ-10 UK Albums Chart, заняв седьмую строчку.
Ultraviolence возглавил чарты Бельгии (Валлония и Фландрия), Дании, Испании, Финляндии, Польши и других стран. Он дебютировал на второй строчке в Ирландии, Италии, Швейцарии, Эстонии и Франции, где продажи в первую неделю составили 20 300 копий, из которых 6200 — за счёт стриминга. В конце декабря 2014 года SNEP отметила Ultraviolence платиновой за 100 000 проданных экземпляров. В Германии пластинке не удалось повторить успех Born to Die; она дебютировала на третьей позиции. Кроме того, певица во второй раз возглавила чарт Австралии и в первый — Новой Зеландии. В 2023 году ARIA присвоила альбому платиновую сертификацию; всего было реализовано 70 000 копий. Через месяц после выхода мировые продажи Ultraviolence превысили 1 миллион экземпляров; к декабрю его тираж увеличился вдвое. По состоянию на сентябрь 2019 года мировые продажи Ultraviolence составляли более 2,9 миллиона копий.

## Отзывы критиков
| Совокупная оценка      | Совокупная оценка |
| Источник               | Оценка            |
| ---------------------- | ----------------- |
| Metacritic             | 74/100            |
| Оценки критиков        |                   |
| Источник               | Оценка            |
| AllMusic               | [ 203 ]           |
| Billboard              | 83/100            |
| Consequence of Sound   | A                 |
| The Daily Telegraph    | [ 44 ]            |
| Entertainment Weekly   | A                 |
| Gigwise                | [ 94 ]            |
| The Guardian           | [ 205 ]           |
| Idolator               | 5/5               |
| Los Angeles Times      | [ 206 ]           |
| NME                    | 6/10              |
| The New Zealand Herald | [ 72 ]            |
| Pitchfork              | 7.1/10            |
| Rolling Stone          | [ 82 ]            |
| Spin                   | 8/10              |
| Роберт Кристгау        | [ 208 ]           |

Критики тепло приняли Ultraviolence, посчитав его существенным шагом вперёд по сравнению с Born to Die. Они отмечали вокальный стиль и композиторские способности певицы, а также продакшн Ауэрбаха. На сайте Metacritic рейтинг альбома составляет 74 балла из 100 на основе 35 рецензий, что соответствует «в целом положительным отзывам».
Обозреватель Idolator оценил пластинку на максимальный балл: «Ultraviolence — большой шаг Ланы к тому, чтобы стать легендой». В PopMatters испытали схожие чувства: «Если Дель Рей ещё не вошла в ряд величайших музыкантов, то Ultraviolence — отличный первый шаг к достижению этой цели». Рэндалл Робертс из Los Angeles Times писал об уникальности музыкального стиля певицы: «Ей нет равных. Никакой другой артист не звучит так же. Это достойно не только восхищения, но и всяческого восхваления». Алексис Петридис из The Guardian хоть и посоветовал Дель Рей расширить тематический кругозор, но присудил альбому 4 балла из 5 и охарактеризовал тексты как «сильные и пронзительные. Припевы цепляют, прекрасные мелодии то воспаряют, то опускаются, источая полную уверенность Дель Рей в своём голосе. Это настолько качественная работа, что даже медленный, лунатический темп песен не делает погоды». Кеннет Партридж из Billboard чувствовал, что продакшн создали по «шаблону Born to Die», а отсутствие прежних хип-хоп-битов и ретро-эстетики делает запись «на удивление прекрасной». Фред Томас с сайта AllMusic присудил альбому 4 звезды из 5 и заметил, насколько безукоризненно певица владеет своим мастерством: «Стало ясно, что та девушка с каменным лицом, детским лепетом и текстами, полными претенциозных аллюзий на жизнь в отчаянии, была осознанным шагом на пути к созданию странного, загадочного персонажа — и звукового эксперимента — Ланы Дель Рей»
Крис Шульц из газеты The New Zealand Herald напомнил читателям: «С каждой волной критики Дель Рей и её недоброжелатели были словно боксёры на ринге: „Она не так поёт, не так сочиняет, она — марионетка шоубизнеса“, — говорили они». Однако благодаря творческому росту Ultraviolence получился «мрачным, порой угрожающим, неоднозначным и цельным», а Лана доказала, что «она куда умнее, чем все думали». Обозреватель Entertainment Weekly Кайл Андерсон писал: «Ultraviolence — это скрытая вакханалия, наконец высвободившая весь потенциал из-под шумихи [вокруг предыдущего диска]». Редактор Esquire оценил решение исполнительницы не соответствовать ожиданиям общества: «Она не отвергла темы, из-за которых её записали в антифеминистки, а, напротив, углубилась в них, создав весьма прекрасный и спорный лонгплей. <…> Лана заводит тебя в места, куда ты обычно ни ногой, но ей там спокойно. Она — феминистка и делает всё, что хочет». Саша Геффен с сайта Consequence of Sound заключила: «[Альбом] звучит настолько хорошо, что фанерной попсе Born to Die никогда его не догнать». Хотя Ultraviolence пропитан ностальгией по 1950—1960-м, Лана ничуть не восхваляет распространённый в то время образ женщины как «любовницы, причины мужских проблем. <…> Она лишь использует свою женственность как эстетическое оружие».
Эллисон Стюарт из The Washington Post писала: «Мелодии навязчивы. Минимализм в балладах чередуется с барокко. Как и ожидалось, эстетика торжествует над эмоциями». При этом она описала лирическую героиню как «нудную, влюблённую в выдуманное прошлое Америки. Она — звезда собственной психологической драмы, приходящая в восторг от мыслей о смерти и подчинения армии бойфрендов-неудачников». Отзыв Rolling Stone был благосклонным: запись окрестили «обзором на обречённые отношения, неискоренимую зависимость и недостижимую американскую мечту», выраженную на Ultraviolence «как никогда честно». Элиза Гарднер из USA Today хоть и не оценила поэтические способности Ланы, назвав их «ограниченными», но заметила, как «чувственный минималистичный вокал контрастирует со странными эмбиент-психоделическими аранжировками». Джон Парелес из The New York Times заверял, что пластинка ближе знакомит слушателей с Ланой и её «замедленным восприятием времени, ретро-утончённостью и наивной откровенностью. Настроение этих песен колеблется между душевной болью и тонким юмором». Рецензент Gigwise Александра Поллард заметила, как слово «ультранасилие» гармонирует с мрачным звучанием альбома: «Красота этой музыки столь же поразительна, сколь и тревожна. Голос Ланы то ангельский, западающий в память, то беспокойный». Поллард присудила альбому 9 баллов из 10. Бренну Эрлих из MTV приятно удивило использование иронии в целях «напомнить критикам, какой ложный образ они придумали [певице]. Она выставляет его правдивым, это гениально».
Некоторые критики приняли запись более сдержанно. Так, Лора Снейпс из NME писала, что альбом упустил шанс стать «важным творческим заявлением» из-за нечёткой границы между иронией и соответствием певицы выдуманному критиками образу. В The A.V. Club пожаловались на однотипность звучания: «Дель Рей талантлива в сочинении грустных мелодий, и благодаря их качеству (например, „Blue Jeans“ или „Video Games“) мы закрывали глаза на тексты о сексе, самобичевании и тоске. Но Ultraviolence скучен и однообразен; эти меланхоличные среднетемповые песенки усыпляют». Основным недостатком записи критик указал отсутствие собственного стиля и творческого замысла: «Альбом звучит как пастиш на голливудский гламур 1950-х и постмодернистские взгляды на секс и любовь». Рецензент присвоил рейтинг «C» по шкале от «A» до «F». В газете Daily News испытали схожие чувства, раскритиковав тексты песен и подражание мрачному звуку Born to Die, «разбавленному на Ultraviolence психоделическими гитарами, за что спасибо Ауэрбаху. Так альбом подаёт хоть какие-то признаки жизни». Борис Даль из Rolling Stone Russia посчитал, что певицу привлекают мужчины женского психотипа, и намекнул на её «явные проблемы с дикцией». Разочаровавшись полным отсутствием хитов на пластинке, за исключением «раскрученной» «West Coast», Даль возложил надежду на «мастеров ремиксов, которые смогут сделать что-то драйвовое и осмысленное из предложенного мутноватого рок-трип-хоп-месива». Он также сетовал на продакшн Ауэрбаха: по его мнению, альбом нуждался в «более радикально настроенном к выбранному жанру продюсере».

### Конфликты с журналистами
12 июня 2014 года, через час после публикации в The Guardian рецензии на альбом, на сайте газеты вышло интервью Дель Рей с журналистом Тимом Джонзом, озаглавленное как «Лучше бы я уже умерла» (англ. I wish I was dead already). После публикации Дель Рей заявила, что не упоминала в разговоре желание умереть. Кроме того, обращаясь к интервьюеру, она перепутала его имя с рецензентом Алексисом Петридисом. Лана добавила: «Я жалею, что доверилась The Guardian. Я изначально не хотела давать интервью, но журналист был настойчив; он притворился фанатом, чтобы скрыть свои плохие намерения. Может, ему не о чем было писать, и он искал наживу. Его наводящие вопросы о смерти и персоне были преднамеренными». На журналиста обрушился шквал критики со стороны поклонников певицы. Тогда Джонз опубликовал отрывок аудиозаписи беседы, в котором отчётливо слышно произнесённое ею «Лучше бы я уже умерла»: речь шла о музыкантах из Клуба 27, а именно о Курте Кобейне и Эми Уайнхаус. На конфликт отреагировала дочь первого, Фрэнсис Бин Кобейн, упрекнувшая певицу в романтизации ранней смерти. Через неделю Джонз опубликовал статью «У Ланы Дель Рей проблемы с нашим интервью… но почему?». В ней он заявил, что не притворялся фанатом, и добавил: «Возможно, она правда не хотела говорить, но Лана была восхитительной компанией все 70 минут нашей беседы». После выхода интервью певица не пыталась обвинить газету в искажении её слов или вырывании их из контекста, поэтому Джонз предположил: «Может, она разозлилась потому, что я хотел, чтобы она рассказывала интересные вещи, и задавал соответствующие вопросы, дабы добиться этого. Извини, Лана, но я просто делаю свою работу». С тех пор певица взяла за привычку записывать на диктофон телефона беседы с журналистами.
В интервью радиопередаче World Cafe в феврале 2018 года певица обмолвилась о похожих случаях с журналистами The Fader и Rolling Stone, бравшими у неё интервью до выхода Ultraviolence: первый настойчиво расспрашивал её про отношение к феминизму и определение этого понятия, второй — про заглавный трек и «Sad Girl». Со слов Ланы, интервьюера Брайана Хайатта интересовало, по себе ли ей в 29 лет называть себя девушкой, а не женщиной. Вопрос застал певицу врасплох, но она ответила: «А как насчёт «Girls» Дженнифер Лопес или «Run the World (Girls)» Бейонсе? Думаю, они обе старше меня», на что Хайатт сказал: «Это другое, это весёлые песни». В интервью Interview в феврале 2023 года Дель Рей предположила, что теперь журналисты не задают подобные вопросы, потому что «сейчас уже совсем другое время. Тогда эти вещи казались мне испытанием огнём».

### Достижения
В конце 2014 года Ultraviolence фигурировал в списках «Лучших альбомов года» различных изданий. Редактор газеты The Boston Globe Джеймс Рид поместил лонгплей на первое место собственного списка фаворитов. Журналы Slant и Dazed присудили диску третье место в рейтингах; в последнем писали, что «прекрасный и одновременно неправильный» Ultraviolence позволяет называть Дель Рей одним из лучших музыкантов современности. Альбом занял четвёртую позицию в списках NPR и Entertainment Weekly, окрестивших запись «одним из самых ироничных поворотов года. Поп-дива, чьи песни некогда относили к рэпу и хип-хопу, сначала обвинялась критиками в неаутентичности, а в этом году представила самый веский аргумент в пользу актуальности гитарного блюз-рока». В рейтингах изданий Idolator и Variance альбом отметился на пятой строке. Time поместили его на шестое место, а Cosmopolitan и Rolling Stone — на седьмое. Работа закрыла первую десятку рейтингов лучших по версии Gorilla vs. Bear, Pretty Much Amazing, The Mercury News и Crack. Среди прочих признавших диск одним из лучших в году: Stereogum (12 место), Consequence of Sound (13), Daily Record (13), Digital Spy (14), Gigwise (15), Q (19), Magnet (21), NME (25), FasterLouder (30), No Ripcord (35), Clash (39), Mojo (40) и PopMatters (73). AllMusic и Los Angeles Times включили пластинку в список лучших без указания места. По результатам ежегодного опроса среди музыкальных критиков — «Pazz & Jop» газеты The Village Voice — Ultraviolence был назван 22-м лучшим лонгплеем (421 балл), а «West Coast» — 49-м лучшим синглом года на основе 14 упоминаний. Rolling Stone, Spin, Vulture и Billboard поместили альбом в списки лучших поп-релизов года на третью, пятую, шестую и четырнадцатую строчки соответственно; в Spin писали, что Ultraviolence «восхищает и тревожит так же, как фильмы Дэвида Линча». Согласно данным Metacritic, Ultraviolence — 13-й лучший альбом года (21 балл).
В октябре Interscope подал заявки на номинации премии «Грэмми»: Ultraviolence — в категориях «Альбом года» и «Лучший вокальный поп-альбом», «West Coast» — «Запись года», «Песня года» и «Лучшее сольное поп-исполнение», а клип «Shades of Cool» — «Лучшее музыкальное видео». Короткометражка «Тропико» могла побороться за победу в категории «Лучший музыкальный фильм», однако Национальная академия искусства и науки звукозаписи проигнорировала запросы лейбла. Предполагалось, что на её решение могла повлиять негативная реакция прессы на Born to Die или страх столкнуться с критикой за номинирование альбома, «романтизирующего домашнее насилие и потребление наркотиков». На Венгерской музыкальной премии диск был представлен в категории «Лучший международный альтернативный альбом года», но уступил Morning Phase Бека.
В декабре 2019 года музыкальные издания подвели итоги минувшего десятилетия. Crack поместил Ultraviolence на 11-е место в рейтинге «100 Лучших альбомов 2010-х годов», охарактеризовав его «моментом становления Ланы Дель Рей. <…> Будучи совершенно уверенной в значимости своего искусства, она нанесла удар по критикам-сексистам и, безусловно, ввела всех нас в замешательство: мы думали, что разгадали Лану, но нет — она ушла намного дальше нас». Ultraviolence был включён в аналогичный рейтинг Consequence of Sound, где расположился на 37-й строчке. NME поместили пластинку на 70-е место, заметив: «Скандалы вокруг персоны Дель Рей предвещали её звезде ещё большие высоты», и она достигла их с Ultraviolence. Альбом фактически завершил сотню лучших по версии Rolling Stone, заняв 99 позицию. В редакции подчеркнули: «Лана наконец родилась, чтобы жить» (аллюзия на название Born to Die). Consequence of Sound признал диск 8-м величайшим поп-релизом десятилетия. В 2021 году Ultraviolence был признан читателями Pitchfork 153-м лучшим альбомом за последние 25 лет.

## Влияние и ретроспектива

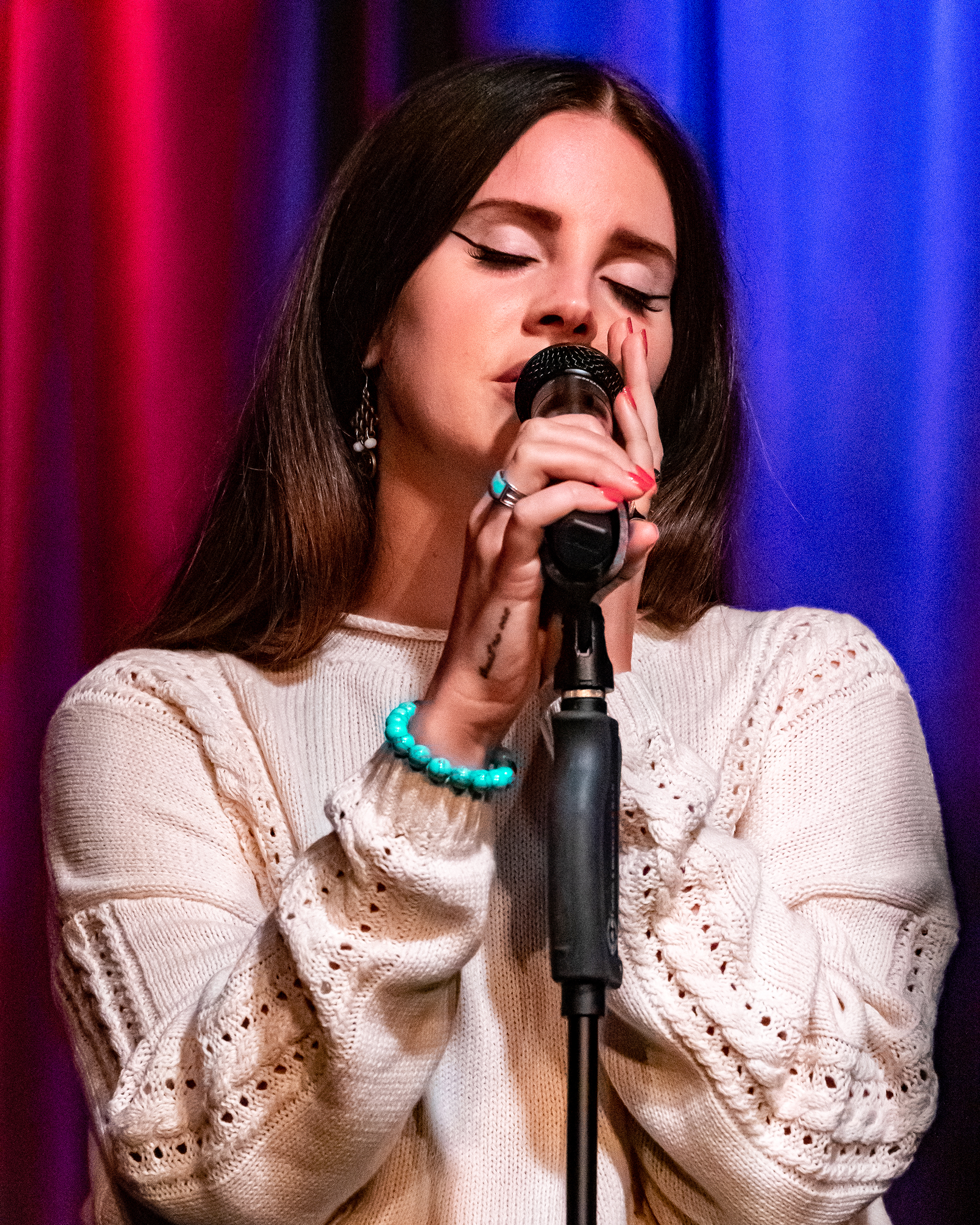
В 2019 году Дель Рей выпустила Norman Fucking Rockwell!. Альбом признают лучшим в её дискографии наряду с Ultraviolence

Ultraviolence оказал влияние на коммерческую сторону поп-индустрии. Признанный «анти-попсой», альбом хорошо продавался в США, хоть и не был мейнстримом по своему наполнению, как работы, например, Джастина Тимберлейка, Кэти Перри и Леди Гаги. Кроме того, альбом имел слабую промокампанию: Дель Рей отказывалась от выступлений на телевидении после провала на SNL и не использовала социальные сети для взаимодействия с поклонниками, поэтому основу продвижения составляли печатные интервью, концерты и видеоклипы. При всём вышеперечисленном Ultraviolence удалось возглавить главный американский чарт Billboard 200, обогнав по продажам релизы Linkin Park, Сэма Смита и Дженнифер Лопес, вышедшие на той же неделе и имевшие серьёзные рекламные кампании. В журнале Billboard предположили, что альбом может начать среди музыкантов волну экспериментов с более мрачным звучанием. «Вечная грусть Дель Рей кажется уникальным лекарством от эйфории, главенствующей на поп-радио. Не всякая легко запоминающаяся песня должна источать лишь оптимизм, и не каждый поп-идол обязан улыбаться — такие уроки преподал нам Ultraviolence». В Billboard заявили, что некоторые музыканты боятся экспериментировать с «чем-то мрачным» из-за возможности потерять аудиторию. Кэти Перри планировала Prism (2013) «более мрачным, но в итоге получился жизнерадостный синти-поп». Келли Кларксон обвинила продюсера Клайва Дэвиса, руководителя Sony BMG, в отказе продвигать альбом My December (2007) из-за «отсутствия хитов». По мнению Billboard, выпуск Ultraviolence доказал, что анти-коммерческий продукт может иметь большой успех.
Значение Ultraviolence в дискографии Дель Рей велико — это «первый крутой поворот» в карьере певицы. Пластинку называют лучшей работой Ланы после Norman Fucking Rockwell! (2019). В Pitchfork заметили сходство двух альбомов, но «мрачное звучание первого сменяется чем-то более красочным». Различные издания помещают её на высшие позиции в списках лучших работ Дель Рей: Gay Times (1-е место), NME (3-е), Slant (3-е), Far Out (3-е) и No Majesty (5-е). Некоторые критики признали, что неправильно восприняли альбом после его выхода. «Пока что [эта пластинка] — самый запоминающийся момент карьеры Ланы. <…> Как и вся её музыка, Ultraviolence куда более сложный, чем все могли представить», — заключили в The Fader. Провокационный альбом не только поставил точку в спорах об аутентичности творчества певицы, но и реабилитировал её репутацию после провала на SNL. В журнале Vox заявили: «Больше нет никаких причин считать Лану недостойной подражательницей. Теперь критики могут видеть её рвение, оценивать качество музыки. Образ „грустной девочки“ ныне рассматривают как находку, а не что-то, оказывающее пагубное влияние». Маттео Гуэли из Lyre предположил, что искусство не обязано отражать реальность в полной мере, если оно основано на эмоциях, пережитых автором, а Дель Рей, по его мнению, обыгрывает в текстах «классический образ Америки и истории из таблоидов прошлого века», поэтому отыскать в её музыке доказательства аутентичности не представляется возможным.
Альтернативная рок-группа Wolf Alice указала Ultraviolence как один из источников влияния на звучание их пластинки Blue Weekend (2021). Оливия Родриго в песне «All American Bitch» с альбома Guts (2023) ссылается на «Pretty When You Cry» с Ultraviolence. В 2019 году тайваньско-американская писательница Эсме Вейцзюн Ван рассказала, что слушала альбом во время написания сборника эссе «Собрание шизофрений»: «В глубине души я надеюсь, что книга как-нибудь попадёт к [Лане], и она узнает, что я выразила ей благодарность». В августе 2020 года канадский певец The Weeknd, неоднократно сотрудничавший с Дель Рей, во время выпуска радиошоу Apple Music Memento Mori представил ремикс «Money Power Glory», записанный в период работы над Kiss Land (2013). В августе 2024 года американская певица Clairo выпустила кавер-версию «Brooklyn Baby» для серии песен Spotify Singles.

## Полемика
C конца третьей волны феминизма и начала четвёртой, Бейонсе, Келли Кларксон, Пинк, Кеша, Кэти Перри и другие боролись с гендерной дискриминацией при помощи оптимистичных песен (например, «Roar»). Ultraviolence сосредотачивается на отрицательных аспектах отношений, последствиях абьюза и насилии со стороны мужчин. «Восхваление и романтизация» всего вышеперечисленного закрепили за Дель Рей статус антифеминистки и спровоцировали споры вокруг её музыки. Больше всего внимания уделяли заглавной песне. Сэл Чинкемани из Slant приписал отождествление насилия с любовью к проявлению мазохизма. Нолан Фини из Time осудил строчки «Он ударил меня, и это было словно поцелуй» и «Дай мне всё это ультранасилие» и припомнил Дель Рей адресованные ей слова Лорд, что тексты о восхвалении мужчин могут оказать пагубное влияние на молодых девушек. Прямого одобрения или осуждения насилия в «Ultraviolence» нет, однако Харли Браун из Spin предположил, что вышеуказанные строчки могут добавить масла в огонь после следующего заявления певицы в интервью The Fader: «Как по мне, проблема феминизма — не очень интересный концепт. Я больше заинтересована в SpaceX и Tesla, в возможностях человека в покорении космоса. Когда люди затрагивают феминизм, я думаю: „Боже, мне это совсем не интересно“». Она добавила, что видит настоящей феминисткой женщину, делающую то, что ей вздумается. В The Fader иронизировали, что выпустить Ultraviolence в 2014 году, когда артисты вроде Бейонсе активно боролись за права женщин, было грехом. В интервью Pitchfork, вышедшем в июле 2017 года, Дель Рей сообщила, что больше не поёт на концертах строчку про удар как поцелуй: «Быть с кем-то агрессивным — единственный тип отношений, который я познала. Не скажу, что та строчка на 100 % правдива, но все тяжёлые отношения в моей жизни получились такими не по моей вине».
«Ещё сложнее слушать [Ultraviolence] после заявлений Дель Рей об автобиографичности всех этих песен. 85 % жертв насилия возвращаются к абьюзерам, подчинение которым — давний грешок, но о вкусах не спорят».
Дейзи Лафарж в аналитической статье для журнала New Statesman задался вопросом, восхваляет ли Ultraviolence физическое насилие или призывает женщин к самолюбию. По его мнению, глупо обвинять Дель Рей в том, что она пыталась раскрыть грустную правду сегодняшнего дня и передать опыт бесчисленного количества женщин через музыку. «Вместо того, чтобы верить в ерундовый миф о постфеминизме, мы должны сосредоточиться на любви к себе и к женщинам, для которых строки „Это — ультранасилие“ и „Я слышу сирены, сирены“ — это повседневная реальность», — заявил Лафарж. Обозреватель Esquire Пол Шродт иронизировал: «По консервативной логике феминисты должны сочинять песни только о сильных женщинах, как это делают дивы вроде Кэти Перри или Леди Гаги, или поливать грязью тех, кто не соблюдает их правила». Подобную логику, по его мнению, нельзя отнести ни к консерватизму, ни к искусству. Шродт подытожил: «Видимо, предполагается, что музыканты-феминисты должны указывать женщинам как жить, а не рассказывать о многочисленных реалиях. <…> Дель Рей проливает свет на ту часть женщин, жизнь которых окутана мраком; возможно, они не знают, чего хотят или что хорошо для них, но Лана прекрасно объясняет это». Французская писательница Катрин Вигьер имела схожее мнение: «Дель Рей поёт о противоречиях, с которым сталкиваются последовавшие общественному мнению женщины — они хотели добиться успеха в постфеминистском мире, но, сделав это, стали замечать, что свобода и искреннее наслаждение жизнью ускользают от них». В мае 2020 года исполнительница опубликовала заявление «Вопросы к культуре» (англ. Question to the Culture), в котором осудила двойные стандарты в музыкальной индустрии и напомнила, как её обвиняли в романтизации насилия, когда она пела о «реалиях» абьюзивных отношений. Лана подчеркнула, что её успех дал женщинам-музыкантам свободу самовыражения в песнях: «Когда я выражала печаль в [Born to Die и Ultraviolence], меня называли истеричкой, будто мы в 1920-х».

## Список композиций
| №                   | Название                      | Автор(ы)                        | Продюсер(ы)                    | Длительность |
| ------------------- | ----------------------------- | ------------------------------- | ------------------------------ | ------------ |
| 1.                  | «Cruel World»                 | Лана Дель Рей, Блейк Стренетэн  | Дэн Ауэрбах                    | 6:39         |
| 2.                  | «Ultraviolence»               | Дель Рей, Дэниел Хит            | Ауэрбах                        | 4:11         |
| 3.                  | «Shades of Cool»              | Дель Рей, Рик Ноуэлс            | Ауэрбах                        | 5:43         |
| 4.                  | «Brooklyn Baby»               | Дель Рей, Барри Джеймс О’Нилл   | Ауэрбах                        | 5:53         |
| 5.                  | «West Coast»                  | Дель Рей, Ноуэлс                | Ауэрбах                        | 4:25         |
| 6.                  | «Sad Girl»                    | Дель Рей, Ноуэлс                | Ауэрбах, Ноуэлс                | 5:17         |
| 7.                  | «Pretty When You Cry»         | Дель Рей, Стренетэн             | Дель Рей, Стренетэн, Ли Фостер | 3:54         |
| 8.                  | «Money Power Glory»           | Дель Рей, Грег Кёрстин          | Кёрстин                        | 4:30         |
| 9.                  | «Fucked My Way Up to the Top» | Дель Рей, Хит                   | Ауэрбах                        | 3:32         |
| 10.                 | «Old Money»                   | Дель Рей, Хит, Робби Фицсиммонс | Хит                            | 4:31         |
| 11.                 | «The Other Woman»             | Джесси Мэй Робинсон             | Ауэрбах                        | 3:01         |
| Общая длительность: | Общая длительность:           | Общая длительность:             | Общая длительность:            | 51:24        |

| №                   | Название            | Автор(ы)                         | Продюсер(ы)              | Длительность |
| ------------------- | ------------------- | -------------------------------- | ------------------------ | ------------ |
| 12.                 | «Black Beauty»      | Дель Рей, Ноуэлс                 | Пол Эпуорт, Ноуэлс       | 5:14         |
| 13.                 | «Guns and Roses»    | Дель Рей, Ноуэлс                 | Дель Рей, Ноуэлс, Фостер | 4:30         |
| 14.                 | «Florida Kilos»     | Дель Рей, Ауэрбах, Хармони Корин | Ауэрбах                  | 4:14         |
| Общая длительность: | Общая длительность: | Общая длительность:              | Общая длительность:      | 65:22        |

| №                   | Название            | Автор(ы)            | Продюсер(ы)         | Длительность |
| ------------------- | ------------------- | ------------------- | ------------------- | ------------ |
| 15.                 | «Is This Happiness» | Дель Рей, Ноуэлс    | Ноуэлс              | 3:44         |
| Общая длительность: | Общая длительность: | Общая длительность: | Общая длительность: | 69:06        |

| №                   | Название                  | Автор(ы)            | Продюсер(ы)         | Длительность |
| ------------------- | ------------------------- | ------------------- | ------------------- | ------------ |
| 12.                 | «West Coast» (радио-микс) | Дель Рей, Ноуэлс    | Ноуэлс              | 3:47         |
| Общая длительность: | Общая длительность:       | Общая длительность: | Общая длительность: | 55:11        |

| №                   | Название            | Автор(ы)            | Продюсер(ы)         | Длительность |
| ------------------- | ------------------- | ------------------- | ------------------- | ------------ |
| 15.                 | «Flipside»          | Дель Рей, Стренетэн | Дель Рей, Стренетэн | 5:10         |
| Общая длительность: | Общая длительность: | Общая длительность: | Общая длительность: | 70:32        |

| №                   | Название            | Автор(ы)            | Продюсер(ы)         | Длительность |
| ------------------- | ------------------- | ------------------- | ------------------- | ------------ |
| 15.                 | «Flipside»          | Дель Рей, Стренетэн | Дель Рей, Стренетэн | 5:11         |
| Общая длительность: | Общая длительность: | Общая длительность: | Общая длительность: | 70:32        |

| №                   | Название            | Автор(ы)            | Продюсер(ы)         | Длительность |
| ------------------- | ------------------- | ------------------- | ------------------- | ------------ |
| 15.                 | «Is This Happiness» | Дель Рей, Ноуэлс    | Ноуэлс              | 3:44         |
| 16.                 | «Flipside»          | Дель Рей, Стренетэн | Дель Рей, Стренетэн | 5:10         |
| Общая длительность: | Общая длительность: | Общая длительность: | Общая длительность: | 74:16        |

## Участники записи
В создании приняли участие:

| Вокал - Лана Дель Рей — вокал (все треки); бэк-вокал (треки 2, 5) - Дэн Ауэрбах — бэк-вокал (трек 14) - Сет Кауфман — бэк-вокал (треки 4, 14) - Альфреда Маккрари Ли — бэк-вокал (трек 2) - Энн Маккрари — бэк-вокал (трек 2) - Реджина Маккрари — бэк-вокал (трек 2) Музыканты - Дэн Ауэрбах — хлопки (трек 1); электрогитара (треки 1—6, 9, 14); шейкер, 12-струнная гитара (трек 5); синтезатор (треки 5, 6, 11, 14) - Коллин Дюпюи — драм-машина (треки 2, 3, 9, 14); синтезатор (трек 6) - Брайан Гриффин — ударные (треки 6, 13) - Эд Харкорт — пианино (трек 12) - Том Герберт — бас-гитара (трек 12) - Сет Кауфман — синтезатор, хлопки (трек 1); электрогитара (треки 2, 4, 6, 9); омникорд (трек 3); перкуссия (трек 4) - Николай Торп Ларсен — филикорда, меллотрон (трек 12) - Леон Майклз — хлопки (трек 1); синтезатор (треки 1, 2, 9, 11, 14); пианино (треки 2, 9); меллотрон (треки 1—4, 6, 9, 11, 14); тамбурин, перкуссия, саксофон-тенор (треки 4, 11) - Ник Мовшон — хлопки (трек 1); бас-гитара (треки 1—3, 5, 9); контрабас (трек 4); ударные (треки 4—6, 11, 14) - Рик Ноуэлс — пианино (трек 12) | - Расс Пал — педальная стил-гитара (треки 1, 2, 4, 9, 11); электрогитара (треки 3, 14); акустическая гитара (треки 4, 6) - Блейк Стренетэн — гитара (треки 7, 13) - Пабло Тато — гитара (трек 12) - Лео Тейлор — ударные (трек 12) - Кенни Воан — электрогитара (треки 1—3, 9, 11); акустическая гитара (трек 4); синтезатор, меллотрон (трек 6) - Максимилиан Вайссенфельдт — хлопки (трек 1); ударные (треки 1—5, 9) Студийный персонал - Дэн Аурэбах — продюсер (треки 1—6, 9, 11, 14); звукоинженер (треки 2, 14) - Джулиан Бёрг — дополнительное сведение (трек 8) - Вира Бирамджи — ассистент звукоинженера (трек 13) - Джон Дейвис — мастеринг - Лана Дель Рей — продюсер (треки 7, 13) - Коллин Дюпюи — звукоинженер (треки 1—6, 9, 11, 14); сведение (треки 2, 14) - Пол Эпуорт — продюсер (трек 12) - Ли Фостер — продюсер (треки 7, 13) - Милтон Гутьеррес — звукоинженер (трек 10) - Дэн Хит — продюсер, аранжировщик (трек 10) - Фил Джоли — звукоинженер (трек 7); сведение (трек 13) - Грег Кёрстин — продюсер, сведение (трек 8) - Мэттью Макгоуи — инструментовка (трек 10) | - Кирон Мензис — сведение вокала (треки 6, 12) - Рик Ноуэлс — вокальный продюсер (треки 6, 12); продюсер (трек 13) - Алекс Паско — дополнительное сведение (трек 8) - Роберт Ортон — сведение (треки 1, 3, 4, 6, 7, 9—12) - Блейк Стренетэн — продюсер (трек 6) - Мэтт Уиггинз — сведение (трек 12) - Энди Зисакис — ассистент звукоинженера (трек 10) Дизайн - Нил Крюг — фотографирование - Майен Соффиа — ассистент фотографа - Мэт Мейтленд — оформление Студии - Easy Eye, Нашвилл, Теннесси — запись (треки 1—4, 9, 11, 14); сведение (трек 2) - The Bridge Studio, Глендейл, Калифорния — запись струнных (треки 5, 10) - The Green Building, Санта-Моника, Калифорния — запись вокала (трек 6), мастеринг (трек 12) - Electric Lady Studios, Нью-Йорк — запись (треки 7, 13) - Hot Rocks Studios, Санта-Моника, Калифорния — сведение (треки 7, 10, 11) - Echo Studio, Лос-Анджелес, Калифорния — запись (трек 8) - Metropolis Studio, Лондон — мастеринг - The Church Studios, Лондон — мастеринг (трек 12) |

## Чарты и сертификация
| Чарт (2014)                      | Высшая позиция |
| -------------------------------- | -------------- |
| Австралия                        | 1              |
| Австрия                          | 5              |
| Аргентина                        | 4              |
| Бельгия (Валлония)               | 1              |
| Бельгия (Фландрия)               | 1              |
| Бразилия                         | 3              |
| Великобритания                   | 1              |
| Венгрия                          | 6              |
| Германия                         | 3              |
| Греция                           | 1              |
| Дания                            | 1              |
| Ирландия                         | 2              |
| Испания                          | 1              |
| Италия                           | 2              |
| Канада                           | 1              |
| Китай                            | 4              |
| Мексика                          | 3              |
| Нидерланды                       | 5              |
| Новая Зеландия                   | 1              |
| Норвегия                         | 1              |
| Польша                           | 1              |
| Португалия                       | 3              |
| США                              | 1              |
| США (Digital Albums)             | 2              |
| США (Top Tastemaker Albums)      | 1              |
| США (Vinyl Albums)               | 2              |
| Финляндия                        | 1              |
| Франция                          | 2              |
| Франция (Top Albums Téléchargés) | 1              |
| Хорватия                         | 15             |
| Чехия                            | 4              |
| Чили                             | 1              |
| Швейцария                        | 2              |
| Швейцария (Романдия)             | 1              |
| Швеция                           | 6              |
| Шотландия                        | 1              |
| Эстония                          | 2              |
| Южная Корея                      | 28             |
| Япония                           | 50             |

| Чарт (2014)        | Высшая позиция |
| ------------------ | -------------- |
| Австралия          | 31             |
| Бельгия (Валлония) | 26             |
| Бельгия (Фландрия) | 47             |
| Великобритания     | 53             |
| Германия           | 49             |
| Канада             | 27             |
| Мексика            | 34             |
| Новая Зеландия     | 33             |
| Польша             | 23             |
| США                | 43             |
| Франция            | 64             |
| Швейцария          | 16             |
| Швеция             | 97             |

| Чарт (2015) | Высшая позиция |
| ----------- | -------------- |
| США         | 184            |

| Чарт (2022) | Высшая позиция |
| ----------- | -------------- |
| Литва       | 47             |
| Польша      | 84             |

| Чарт (2023)        | Высшая позиция |
| ------------------ | -------------- |
| Бельгия (Валлония) | 177            |
| Бельгия (Фландрия) | 107            |

| Страна (провайдер) | Сертификации  | Продажи   |
| ------------------ | ------------- | --------- |
| Австралия          | Платиновый    | 70 000    |
| Австрия            | Золотой       | 7500      |
| Бразилия           | 2× Платиновый | 80 000    |
| Великобритания     | Платиновый    | 355 000   |
| Германия           | Золотой       | 100 000   |
| Дания              | Золотой       | 10 000    |
| Италия             | Золотой       | 25 000    |
| Канада             | Платиновый    | 80 000    |
| Мексика            | Золотой       | 30 000    |
| Польша             | Платиновый    | 20 000    |
| США                | Платиновый    | 1 000 000 |
| Франция            | Платиновый    | 100 000   |
| Суммарные продажи  |               |           |
| Мир                | —             | 2 900 000 |